# Зборник докумената и података о народноослободилачком рату југословенских народа
Зборник докумената и података о Народноослободилачком рату југословенских народа је капитално издање Војноисторијског института Југословенске народне армије у Београду. У Зборнику су објављени документи јединица и установа зараћених страна у Југославији током Другог светског рата. Едиција се састоји од 174 књиге и подељена је у петнаест томова. Прва књига, означена као том I - борбе у Србији, књига 1, година 1941, издата је у Београду 1949, а последња, том XV, књига 1, О учешћу хортијевске Мађарске у нападу и окупацији Југославије 1941-1945, издата је 1986. године у Београду и Будимпешти.
Књиге су по томовима класификоване на следећи начин:
- том I, књиге 1-21. Борбе у Србији 1941—1945
- том II, књиге 1-15. Документа Врховног штаба Народноослободилачке војске Југославије 1941—1945
- том III, књиге 1-10, Борбе у Црној Гори 1941—1945
- том IV, књиге 1-35, Борбе у Босни и Херцеговини 1941—1945
- том V, књиге 1-39, Борбе у Хрватској 1941—1945
- том VI, књиге 1-19, Борбе у Словенији 1941—1945
- том VII, књиге 1-4, Борбе у Македонији 1941—1944
- том VIII, књиге 1-3, Дејства на Јадрану 1942—1945
- том IX, књиге 1-9, Партијско-политичка документа 1941—1945
- том X, књиге 1-2, Југословенско ратно ваздухопловство у народноослободилачком рату Југославије 1942—1945
- том XI, књиге 1-4, Операције Југословенске армије
- том XII, књиге 1-4, Документи Немачког Рајха 1941—1945
- том XIII, књиге 1-3, Документи Краљевине Италије 1941—1943
- том XIV, књиге 1-4, Документи четничког покрета Драже Михаиловића 1941—1945
- том XV, књига 1, О учешћу хортијевске Мађарске у нападу и окупацији Југославије 1941—1945.

Едиција садржи библиографске референце, податке о настанку докумената и о месту њиховог чувања, индексе, као и фото-копије појединих докумената. Документи словеначких, македонских, немачких, италијанских, мађарских, бугарских, британских и америчких јединица и установа преведени су на српскохрватски језик. Осим докумената из збирке Војноисторијског института у Београду (данас Војни архив Србије), збирка садржи и један број докумената у документе у поседу Националног архива у Вашингтону (National Archives) од којег је Институт добио њихове снимке на микрофилму.
Књиге објављене 1973. и касније носе нешто измењен наслов који гласи Зборник докумената и података о народноослободилачком рату народа Југославије.